# Jérôme Coppel
Jérôme Coppel (6 augustus 1986) is een voormalig Frans wielrenner.
Coppel staat vooral bekend als een goed tijdrijder. In 2006 behaalde hij tijdens de Wereldkampioenschappen in Salzburg een bronzen medaille in de tijdrit, bij de mannen-beloften, een prestatie die hij het jaar nadien ook verwezenlijkte op het WK in Stuttgart. Ook behaalde hij een bronzen medaille op de Wereldkampioenschappen bij de tijdrit in 2015, ditmaal bij de elite.

## Belangrijkste overwinningen
2004
- Frans kampioen individuele tijdrit, Junioren

2006
- Frans kampioen individuele tijdrit, Beloften

2007
- Circuit des Ardennes
- Frans kampioen individuele tijdrit, Beloften

2009
- Route Adélie de Vitré

2010
- 1e etappe Ronde van Rhône-Alpes Isère
- Eindklassement Ronde van Rhône-Alpes Isère
- Ronde van de Doubs
- 2e etappe Ronde van Gévaudan
- Eindklassement Ronde van Gévaudan

2011
- Ronde van Murcia

2012
- 5e etappe B Ster van Bessèges (individuele tijdrit)
- Eindklassement Ster van Bessèges
- Ronde van de Doubs

2015
- Frans kampioen tijdrijden, Elite
- 3e WK tijdrijden 2015

2016
- 5e etappe Ster van Bessèges (individuele tijdrit)
- Eindklassement Ster Bessèges

## Resultaten in voornaamste wedstrijden
| Jaar | Ronde van Italië | Ronde van Frankrijk | Ronde van Spanje |
| ---- | ---------------- | ------------------- | ---------------- |
| 2009 |                  | opgave              |                  |
| 2010 |                  |                     |                  |
| 2011 |                  | 14e                 |                  |
| 2012 |                  | 21e                 |                  |
| 2013 |                  | 63e                 | 40e              |
| 2014 |                  |                     | 31e              |
| 2015 |                  | opgave              | opgave           |
| 2016 |                  | 75e                 |                  |

| Jaar | Amstel Gold Race | Luik-Bast.‑Luik | Ronde van Lombardije | Waalse Pijl | Clásica San Sebastián |  | WK op de weg |  | Wereldranglijsten |
| ---- | ---------------- | --------------- | -------------------- | ----------- | --------------------- |  | ------------ |  | ----------------- |
| 2009 |                  |                 |                      | 151e        | 81e                   |  |              |  |                   |
| 2010 |                  |                 |                      |             |                       |  |              |  | 78e (UWK)         |
| 2011 |                  | 80e             |                      | 88e         |                       |  |              |  |                   |
| 2012 |                  |                 |                      | 65e         |                       |  | opgave       |  |                   |
| 2013 |                  | 118e            |                      |             |                       |  |              |  |                   |
| 2014 |                  | 42e             |                      | 40e         |                       |  |              |  |                   |
| 2015 |                  |                 | opgave               |             |                       |  |              |  |                   |
| 2016 | opgave           |                 |                      |             |                       |  |              |  |                   |

## Ploegen
- 2008- La Française des Jeux
- 2009- Française des Jeux
- 2010- Saur-Sojasun
- 2011- Saur-Sojasun
- 2012- Saur-Sojasun
- 2013- Cofidis
- 2014- Cofidis
- 2015- IAM Cycling
- 2016- IAM Cycling